# Diocesi di Argyll e delle Isole (Chiesa cattolica)

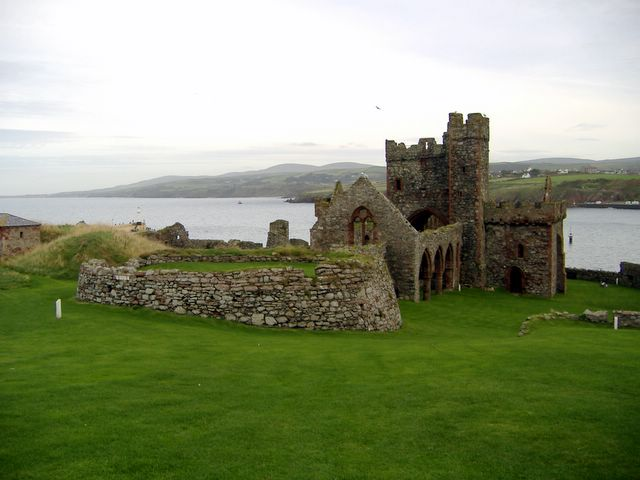
Resti dell'antica cattedrale medievale della diocesi delle Isole (o di Sodor), dedicata a San Germano, sull'isola di St. Patrick's, al largo delle coste occidentali dell'isola di Man.

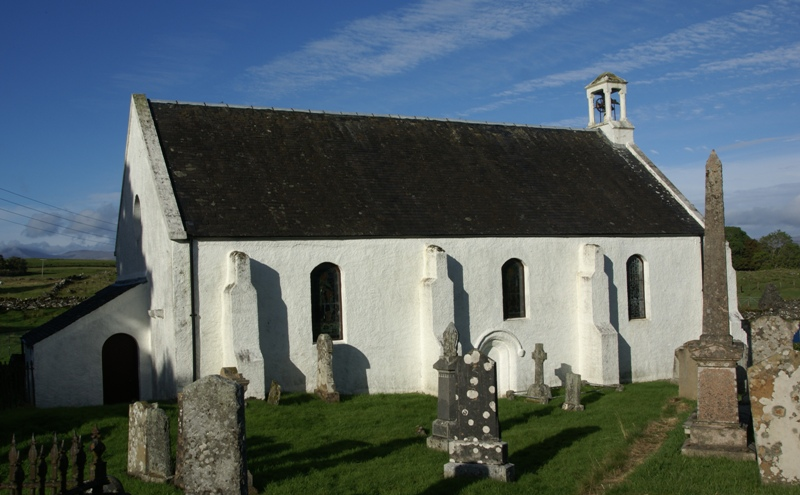
La cattedrale di San Moluag di Lismore; all'interno dell'odierna chiesa sono conservati resti dell'antica cattedrale della diocesi medievale di Argyll.

La diocesi di Argyll e delle Isole (in latino Dioecesis Ergadiensis et Insularum) è una sede della Chiesa cattolica in Scozia suffraganea dell'arcidiocesi di Saint Andrews ed Edimburgo. Nel 2022 contava 10.000 battezzati su 76.800 abitanti. È retta dal vescovo Brian McGee.

## Territorio
La diocesi comprende la contea di Argyll e le isole Ebridi.
Sede vescovile è la città di Oban, dove si trova la cattedrale di San Columba.
Il territorio si estende su 31.080 km² ed è suddiviso in 31 parrocchie, raggruppate in 3 decanati: St. Andrew's deanery, St Margaret's deanery e St Michael's deanery.

## Storia
L'attuale diocesi di Argyll e delle Isole è frutto dell'unione di due antiche diocesi medievali scozzesi, la diocesi di Lismore o Argyll (Lismorensis seu Ergadiensis) e la diocesi di Sodor o delle Isole (Sodorensis sive Insulana).

### Diocesi di Argyll
L'antica diocesi di Argyll fu eretta tra il 1183 e il 1192/93, ricavandone il territorio dalla diocesi di Dunkeld. Essa comprendeva la storica contea di Argyll e l'isola di Lismore, dove fu eretta la cattedrale e dove i vescovi ebbero la loro sede nel castello di Achanduin. Per questo motivo spesso la diocesi fu chiamata anche con il nome di "diocesi di Lismore".
Per i primi due secoli e mezzo di vita, la diocesi, come tutte le diocesi all’epoca scozzesi, era immediatamente soggetta alla Santa Sede; nel 1472 divenne suffraganea dell'arcidiocesi di Saint Andrews, e nel 1492 entrò a far parte della provincia ecclesiastica di Glasgow.
La diocesi fu separata dalla Santa Sede nel XVI secolo in seguito all'affermarsi in Scozia della riforma protestante: l'ultimo vescovo, James Hamilton, abbracciò la nuova confessione religiosa intorno all'agosto 1560.

### Diocesi delle Isole

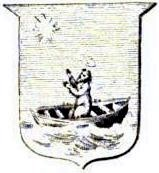
Stemma dell’antica diocesi delle Isole

La diocesi delle Isole o diocesi di Sodor era una delle tredici diocesi della Scozia medievale. La sede originaria della diocesi era Peel, sull'isola di St. Patrick's, un isolotto al largo dell'isola di Man.
La diocesi originariamente comprendeva le Ebridi Esterne, la maggior parte delle Ebridi Interne (Iona, Skye, Raasay, Canna, Eigg, Coll, Tiree, Mull, Colonsay, Islay, Jura, Gigha - ma non Lismore, Kerrera, Seil o Luing, che erano soggette al vescovo di Argyll), l'isola di Bute e l'isola di Arran, nonché l'isola di Man. Forse la diocesi si estendeva anche a Galloway, il che spiegherebbe i possibili attacchi di Wimund contro il vescovo Gilla Aldan di Whithorn.
Dall'XI secolo fino all'erezione dell'arcidiocesi di Nidaros, Man e le Isole furono soggette alla giurisdizione metropolitica dell'arcivescovo di York.
La diocesi fu divisa in due nel 1387, dopo la conquista inglese di Man nel XIV secolo e nel quadro dello Scisma d'Occidente, e la sede ribelle fu trasferita più a nord, prima a Snizort e poi a Iona. Il gioco politico era chiaro: in opposizione al papa di obbedienza avignonese, il re d'Inghilterra ottenne la nomina da parte del papa di obbedienza romana di un vescovo a Man, mentre il vescovo scozzese, spalleggiato dal suo re in lotta contro gli inglesi, si trasferì su un'isola nel proprio territorio nazionale. Anche dopo la risoluzione dello scisma nel Quattrocento, l’anomalia non fu mai più sanata.
Gli scozzesi rimasero formalmente nella provincia ecclesiastica dell'arcidiocesi di Nidaros fino al 1472, quando la diocesi di Saint Andrews fu elevata al rango di arcidiocesi metropolitana e la diocesi delle Isole divenne sua suffraganea. Per quanto riguarda invece gli inglesi, la situazione fu sbloccata solo dal re Enrico VIII che li sottopose alla provincia dell’Arcidiocesi di York nella Chiesa d'Inghilterra con una legge del parlamento nel 1542.
La diocesi inglese fu riformata nel XVI secolo uscendo dalla giurisdizione papale in seguito all'affermarsi in Inghilterra della riforma protestante: l'ultimo vescovo cattolico, Thomas Stanley, che era stato già destituito da Enrico VIII, ma poi ripristinato da Maria la Cattolica, morì nel 1568.

### Diocesi di Argyll e delle Isole
La diocesi di Argyll e delle Isole è stata eretta il 4 marzo 1878 con la bolla Ex supremo Apostolatus di papa Leone XIII, ricavandone il territorio probabilmente dal vicariato apostolico del distretto settentrionale (oggi diocesi di Aberdeen).

## Cronotassi

### Vescovi di Sodor o delle Isole
- Roolwer † (XI secolo)
- William †
- Hamund o Wimund † (XII secolo)
- John † (XII secolo)
- Gamaliel † (XII secolo)
- Ragnald † (XII secolo)
- Christian †
- Michael † (? - 1203 deceduto)
- Nicholas I, O.Cist. † (1203 - 1217 deceduto)
- Nicholas de Meaux, O.Cist. † (circa 1217 - 1219 dimesso)
- Reginald, O.Cist. †
- John † (1226 - 1230 ? deceduto)
- Simon † (1230 - 28 febbraio 1247 deceduto)
  - Lawrence † (1249 - 1249 deceduto) (vescovo eletto)
- Richard † (14 marzo 1253 - 1275 deceduto)
- Mark of Galloway † (1275 - circa 1303 deceduto)
- Alan † (1304 o 1305 - 15 febbraio 1321 deceduto)
- Gilbert Maclelan † (1321 ? - 1327 deceduto)
- Bernard de Linton † (1327 - 1331 ? deceduto)
- Thomas † (10 giugno 1331 - 20 settembre 1348 deceduto)
- William Russell † (22 aprile 1349 - 21 aprile 1374 deceduto)
- John Donegan † (6 novembre 1374 - ? nominato vescovo di altra sede[6])
  - Michael, O.F.M. † (15 luglio 1387 - ?) (antivescovo)
- John Sproten, O.P. † (31 ottobre 1392 - 1402 deposto)
- Conrad, O.Cist. † (9 gennaio 1402 - ?)
- Thierry Bloc, O.Cruc. † (16 aprile 1402 - ?)
  - Richard Payl (Messing), O.Carm. † (30 maggio 1410 - ? deceduto) (antivescovo)

#### Residenza a Iona
- Michael Ochiltree (Anchire) † (20 aprile 1422 - ? deceduto)
- Angus de Insulis † (19 giugno 1426 - ?)
- John Burwaiss, O.S.B.Clun. † (22 aprile 1433 - ? deceduto)
- John Seyre † (10 ottobre 1435 - ? deceduto)
- John Grene (Sproton) † (1º ottobre 1441 - ? deceduto)
- Angus † (1472 - dopo il 1476)
- John Campbell † (19 gennaio 1487 - dopo il 1498)
- George Hepburn † (10 febbraio 1511 - 9 febbraio 1513 deceduto)
  - Fearchard, O.S.A. † (17 febbraio 1530 - ? deceduto) (vescovo eletto)
- Roderick Maclean † (5 marzo 1550 - ?)

#### Residenza a Man
- John Burgherlinus, O.F.M. † (20 luglio 1425 - ?)
- Thomas Burton, O.F.M. † (25 settembre 1455 - 1458 deceduto)
- Thomas, O.Cist. † (21 giugno 1458 - ? deceduto)
- Richard Oldham † (15 febbraio 1478 - ? deceduto)
- John Blacklacht † (4 aprile 1487 - 1509 deceduto)
- Hugh Heskart † (16 maggio 1513 - ? deceduto)
- John Howden, O.P. † (18 maggio 1523 - ? deceduto)
- Thomas Stanley † (21 giugno 1555 - 1568 deceduto)

### Vescovi di Argyll o Lismore
- Evald † (circa 1200)
- Harald † (1228 - ?)
- William † (16 febbraio 1239 - 1241 deceduto)
- Alan † (1250 - 1262 deceduto)
- Laurence de Ergadia, O.P. † (31 marzo 1263 - 1299 deceduto)
- Andrew, O.P. † (18 dicembre 1300 - circa 1342 deceduto)
- Martin de Ergadia, O.P. † (20 dicembre 1344 - 1386 deceduto)
- Iain MacDhùghaill † (26 aprile 1387 - ? deceduto)
- Beoan MacGilleandrais † (17 settembre 1397 - ? deceduto)
- Fionnlagh of Albany, O.P. † (31 gennaio 1420 - 1425/1426 dimesso)
- George Lauder † (1427 - 1462 ?)
- Robert Colquhoun † (24 aprile 1475 - 13 febbraio 1495 o 1496 deceduto)
- David Hamilton † (3 aprile 1497 - prima del 16 luglio 1524 deceduto)
- Robert Montgomery † (28 luglio 1525 - prima del 29 agosto 1538 deceduto)
- William Cunningham † (7 maggio 1539 - 1553 dimesso)
- James Hamilton † (14 luglio 1553 - agosto 1560 apostata)

### Vescovi di Argyll e delle Isole
- Angus McDonald † (22 marzo 1878 - 15 luglio 1892 nominato arcivescovo di Saint Andrews ed Edimburgo)
- George Smith † (31 dicembre 1892 - 18 gennaio 1918 deceduto)
- Donald Martin † (2 aprile 1919 - 6 dicembre 1938 deceduto)
- Donald Alphonsus Campbell † (5 ottobre 1939 - 6 gennaio 1945 nominato arcivescovo di Glasgow)
- Kenneth Grant † (15 dicembre 1945 - 7 settembre 1959 deceduto)
- Stephen McGill, P.S.S. † (4 aprile 1960 - 25 luglio 1968 nominato vescovo di Paisley)
- Colin Aloysius MacPherson † (2 dicembre 1968 - 24 marzo 1990 deceduto)
- Roderick Wright † (11 dicembre 1990 - 19 settembre 1996 dimesso)
  - Sede vacante (1996-1999)[7]
- Ian Murray † (3 novembre 1999 - 16 ottobre 2008 ritirato)
- Joseph Anthony Toal (16 ottobre 2008 - 29 aprile 2014 nominato vescovo di Motherwell)
- Brian McGee, dal 28 dicembre 2015

## Statistiche
La diocesi nel 2022 su una popolazione di 76.800 persone contava 10.000 battezzati, corrispondenti al 13,0% del totale.
| anno | popolazione | popolazione | popolazione | presbiteri | presbiteri | presbiteri | presbiteri                | diaconi | religiosi | religiosi | parrocchie |
| anno | battezzati  | totale      | %           | numero     | secolari   | regolari   | battezzati per presbitero | diaconi | uomini    | donne     | parrocchie |
| ---- | ----------- | ----------- | ----------- | ---------- | ---------- | ---------- | ------------------------- | ------- | --------- | --------- | ---------- |
| 1950 | 12.050      | ?           | ?           | 36         | 34         | 2          | 334                       |         |           | 25        | 25         |
| 1959 | 10.780      | 134.155     | 8,0         | 31         | 31         |            | 347                       |         |           | 32        | 23         |
| 1970 | 11.625      | 126.268     | 9,2         | 35         | 34         | 1          | 332                       |         | 1         | 40        | 24         |
| 1980 | 12.630      | 126.900     | 10,0        | 35         | 32         | 3          | 360                       |         | 3         | 42        | 24         |
| 1990 | 11.227      | 109.500     | 10,3        | 33         | 31         | 2          | 340                       |         | 2         | 18        | 24         |
| 1999 | 12.000      | 109.500     | 11,0        | 30         | 27         | 3          | 400                       |         | 3         | 12        | 24         |
| 2000 | 11.200      | 75.600      | 14,8        | 28         | 25         | 3          | 400                       |         | 3         | 12        | 24         |
| 2001 | 11.200      | 75.600      | 14,8        | 26         | 23         | 3          | 430                       |         | 3         | 11        | 24         |
| 2002 | 10.674      | 75.600      | 14,1        | 30         | 28         | 2          | 355                       |         | 2         | 11        | 24         |
| 2003 | 10.674      | 75.000      | 14,2        | 31         | 29         | 2          | 344                       |         | 2         | 5         | 28         |
| 2004 | 10.434      | 75.000      | 13,9        | 28         | 26         | 2          | 372                       |         | 3         | 6         | 26         |
| 2006 | 10.546      | 74.546      | 14,1        | 29         | 29         |            | 363                       |         |           | 9         | 26         |
| 2012 | 10.850      | 76.800      | 14,1        | 32         | 28         | 4          | 339                       | 1       | 4         | 6         | 25         |
| 2015 | 10.660      | 74.546      | 14,3        | 22         | 20         | 2          | 484                       | 2       | 2         | 5         | 25         |
| 2018 | 11.032      | 77.090      | 14,3        | 21         | 21         |            | 525                       | 2       |           | 2         | 24         |
| 2020 | 11.108      | 77.630      | 14,3        | 20         | 18         | 2          | 555                       | 2       | 2         | 1         | 25         |
| 2022 | 10.000      | 76.800      | 13,0        | 24         | 22         | 2          | 416                       | 3       | 2         |           | 31         |

### Per la diocesi di Sodor o delle Isole
- (EN) Ancient Diocese of Sodor and Man, in Catholic Encyclopedia, New York, Encyclopedia Press, 1913.
- (LA)  Pius Bonifacius Gams, Series episcoporum Ecclesiae Catholicae, Graz, 1957, pp. 197–198
- (LA)  Konrad Eubel, Hierarchia Catholica Medii Aevi, vol. 1, pp. 456–457; vol. 2, pp. 239–240; vol. 3, p. 302
- (EN)  Robert Keith, An Historical Catalogue of the Scottish Bishops, down to the Year 1688, Edinburgh, 1824, pp. 293–308
- (EN)  John Dowden, The bishops of Scotland: being notes on the lives of all the bishops, under each of the sees, prior to the reformation, Glasgow, 1912, pp. 271–293
- (EN)  Fasti Ecclesiae Anglicanae 1541-1857, volume 11, pp. 135–150

### Per la diocesi di Argyll o Lismore
- (LA)  Pius Bonifacius Gams, Series episcoporum Ecclesiae Catholicae, Graz, 1957, pp. 236–237
- (LA)  Konrad Eubel, Hierarchia Catholica Medii Aevi, vol. 1, p. 241; vol. 2, p. 179; vol. 3, p. 226
- (EN)  Robert Keith, An Historical Catalogue of the Scottish Bishops, down to the Year 1688, Edinburgh, 1824, pp. 284–289
- (EN)  John Dowden, The bishops of Scotland: being notes on the lives of all the bishops, under each of the sees, prior to the reformation, Glasgow, 1912, pp. 377–391
- (EN)  Dennis Turner, The Bishops of Argyll and the Castle of Achanduin, Lismore, A.D. 1180-1343, in Proceedings of the Society of Antiquaries of Scotland, 128 (1998), pp. 645–652